# Armoriale dei comuni della città metropolitana di Messina
Questa pagina contiene le armi (stemmi e blasonature) della città metropolitana di Messina e dei suoi 108 comuni.
| Stemma                                                                                    | Comune e blasonatura | Gonfalone                 |
| ----------------------------------------------------------------------------------------- | --- | ------------------------- |
|                                                                                           | Acquedolci D'oro, alla piantagione di canna da zucchero, fiorita, al naturale, terrazzata di verde; alla campagna di argento, mareggiata di azzurro. Ornamenti esteriori da comune. Gonfalone: drappo di colore verde caricato dell'arma sopra descritta e riccamente ornato di fregi d'argento. |                           |
|                                                                                           | Alcara li Fusi D'azzurro, all'aquila d'oro linguata, armata e rostrata di rosso, coronata con corona all'antica di tre punte visibili, dello stesso. Ornamenti esteriori di comune. D.P.R. del 21 dicembre 1988 Gonfalone: drappo partito di giallo e di rosso, riccamente ornato di ricami d'argento e caricato dello stemma sopra descritto e con la iscrizione centrata in argento recante la denominazione del Comune. Le parti di metallo e i cordoni saranno argentati. L'asta verticale sarà ricoperta di velluto dei colori del drappo, alternati, con bullette argentate poste a spirale. Nella freccia sarà rappresentato lo stemma del Comune e sul gambo inciso il nome. Cravatta con nastri tricolorati dai colori nazionali frangiati in argento. |                           |
|                                                                                           | Alì Di verde, alla punta d'oro, sostenente uno sparviero dello stesso. |                           |
|                                                                                           | Alì Terme D'azzurro, a due ali d'argento spiegate. Ornamenti esteriori da Comune |                           |
|                                                                                           | Antillo Gonfalone: drappo di azzurro… |                           |
|                                                                                           | Barcellona Pozzo di Gotto Partito: nel 1° d'azzurro all'aquila al naturale dal volo spiegato, poggiante sull'orlo di un pozzo mattonato; nel 2° campo di cielo, all'uomo nudo, barbuto, seduto sulla riva di uno specchio d'acqua rivolto, poggiante con l'avambraccio destro su un orcio versante acqua nello specchio stesso, con lo sfondo di due colline, il tutto al naturale. Alla campagna d'azzurro, carica di una fede di carnagione, la mano sinistra manicata d'argento e di nero. Ornamenti esteriori da Comune. Decreto del Presidente del Consiglio dei ministri № 3915-6 del 3 agosto 1952 |                           |
|                                                                                           | Basicò D.P.R. 27 ottobre 1978 Gonfalone: drappo di azzurro… |                           |
|                                                                                           | Brolo D'argento, al Castello di rosso, merlato di cinque alla guelfa, torricellato di un pezzo centrale quadrangolare, merlato per ciascun lato di quattro alla guelfa, sostenuto da due leoni d'oro, lampassati di rosso |                           |
|                                                                                           | Capizzi |                           |
|                                                                                           | Capo d'Orlando raffigura il monte della Madonna, il Santuario, il mare e la spiaggia racchiusi in due rami di quercia intrecciati sormontati da una corona con in alto la scritta: "Comune di Capo d'Orlando". |                           |
|                                                                                           | Capri Leone Un rettangolo inserito tra due rami, di alloro e di quercia, sormontato da una torre merlata con in alto una croce rossa su sfondo bianco; sul lato inferiore sinistro una croce attraversata da sette campane e su quello destro un leone e una sorgente. Gonfalone: drappo rettangolare di colore rosso porpora raffigurante lo stemma del Comune con in alto la dicitura Comune di Capri Leone ed in basso foglie di colore argentato. |                           |
|                                                                                           | Caronia D'oro a tre pignatte di nero, disposte 2, 1 |                           |
|                                                                                           | Casalvecchio Siculo D'azzurro, alla fascia d'argento accompagnata in capo da tre stelle (6) dello stesso, e in punta da un grappolo d'uva nera al naturale. Gonfalone: Drappo partito di bianco e di azzurro. |                           |
|                                                                                           | Castel di Lucio Troncato: il primo d'argento, alla croce patente di rosso, caricata in cuore da un chiodo a forma colma di azzurro; il secondo d'azzurro, alla vacca ferma d'argento. Sotto lo scudo su nastro svolazzante azzurro, il motto in caratteri d'oro: "Salubris Ventus". Ornamenti esteriori da Comune. D.P.R. del 22 novembre 1979 Gonfalone: Drappo troncato di bianco e d'azzurro, riccamente ornato di ricami d'argento e caricato dallo stemma civico con la iscrizione centrata in argento: Comune di Castel di Lucio. La parte di metallo ed i cordoni sono argentati. L'asta verticale è ricoperta di velluto del colore del drappo, alternati con bullette argentato, posto sopra nella freccia, è rappresentato lo stemma del Comune e sul manto inciso il nome. Cravatta e nastri tricolorati dai colori nazionali frangiati d'argento. D.P.R. del 22 novembre 1979 |                           |
|                                                                                           | Castell'Umberto È composto da uno scudo ovale, diviso in nove parti (8 armi ed uno scudetto centrale), cimato da una corona (presumibilmente di conte). La corona è costituita da una vera cimata di quindici perle piramidali. Nello scudo, iniziando dalla parte alta di sinistra, troviamo sei gigli azzurri su fondo oro, appartenuto alla Casa Farnese di Parma; a seguire in senso orario; su fondo rosso, un Castello Torricellato d'oro appartenuto al regno di Castiglia poi su fondo argento, un leone rosso rampante linguato rappresentate i Leon o la famiglia dei Lanza. Sempre in senso orario, su fondo oro, cinque palle rosse e una in azzurro con tre gigli d'oro, stemma appartenuto ai Medici; ancora, ritroviamo, su fondo azzurro, gigli d'oro, stemma degli Angiò Antico; poi il Regno di Portogallo con sette torri. Al centro, lo stemma rosso e giallo a bande orizzontali dei Normanni, e infine, un bandato d'oro e d'azzurro con bordura rossa appartenuto ai Borgogna. Sul tutto uno scudetto azzurro con tre gigli d'oro rappresentante l'Angiò moderno. Fa da sfondo, allo stemma, un'aquila coronata veduta in prospettiva e con le ali distese in alto. Gonfalone: drappo di azzurro… |                           |
|                                                                                           | Castelmola Castello (che simboleggia quello di Castelmola) dal quale si ergono tre torri, sormontato da una corona, semi incorniciato da un ramoscello per metà di alloro e per metà di quercia. |                           |
|                                                                                           | Castroreale Un'aquila coronata con ali spiegate; sul petto uno scudo suddiviso in 4 parti a croce di S. Andrea. Nel quarto superiore vi sono 5 bande argento e oro, alternate; nei quarti laterali la raffigurazione dell'aquila coronata con lo scudo al petto, nel quarto in basso un castello triturrito. |                           |
|                                                                                           | Cesarò Un cerchio al cui interno è riportata la scritta Caesarodis Universitas e raffigura un'aquila sul cui corpo è riportato uno stemma sormontato da corona, all'interno dello stemma vi sono suddivise 7 tavole raffiguranti segni diversi. |                           |
|                                                                                           | Condrò |                           |
|                                                                                           | Falcone |                           |
|                                                                                           | Ficarra D.P.R. 18 marzo 1985 registrato alla Corte dei Conti il 2 maggio 1985 – Reg. n. 4 Presidenza – Pag. 125 Gonfalone: drappo di azzurro… |                           |
|                                                                                           | Fiumedinisi Interzato in palo: il PRIMO partito: a) palato di argento e di nero, b) sbarrato di dodici pezzi, di argento, di nero, di rosso; il tutto abbassato sotto il capo d'oro, caricato di quattro torri di rosso, due e due; il SECONDO interzato in fascia: a) partito: a destra, inquartato in decusse, nel 1º e nel 4º, palato di quattro pezzi d’oro e di rosso, nel 2º e nel 3º, di azzurro; a sinistra, troncato: nel 1º, di rosso, alla torre d'argento, murata di nero; nel 2º, di argento, al leone di rosso; b) di azzurro, a tre gigli d'oro, male ordinati; c) partito: a destra, d’oro, a cinque tortelli di verde, posti due, uno, due; a sinistra, di rosso, alla croce potenziata d'oro, accantonata da quattro crocette, dello stesso; il TERZO d'oro, a sei palle una, due, due, una, la prima, di azzurro, le altre, più piccole, di rosso. Ornamenti esteriori da Comune. D.P.R. n. 1479 del 22 ottobre 1987 Gonfalone: drappo di azzurro… |                           |
|                                                                                           | Floresta D'argento, all'aquila rivoltata, di rosso, accollata da una corona all'antica a cinque punte, di azzurro. Ornamenti esteriori da Comune. Gonfalone: drappo di colore rosso… |                           |
|                                                                                           | Fondachelli-Fantina D'argento, al nibbio di nero, posto di tre quarti, con le ali aperte, la testa in profilo, la coda posta in banda, afferrante con gli artigli di entrambe le zampe due anelli intrecciati, d'oro. Ornamenti esteriori da Comune. Decreto del Presidente della Repubblica del 10 luglio 2000, registrato nei registri dell'Ufficio Araldico il 27 luglio 2000 Reg. 2000 p. 73 e trascritto nel Registro Araldico il 19 luglio 2000 |                           |
|                                                                                           | Forza d'Agrò Due leoni rampanti sormontati da una corona cerchiata di rosso su sfondo azzurro. |                           |
|                                                                                           | Francavilla di Sicilia Di rosso al castello d'oro. Decreto del 12 novembre 1906 Gonfalone: Drappo partito di giallo e di rosso riccamente ornato di ricami di argento e caricato dello stemma comunale con l'iscrizione centrata in argento: Comune di Francavilla di Sicilia. Le parti di metallo ed i cordoni sono argentati. L'asta verticale è ricoperta di velluto dei colori del drappo, alternati, con bullette argentate poste a spirale. Nella freccia è rappresentato lo stemma del Comune e sul gambo inciso il nome. Cravatta con nastri tricolorati dai colori nazionali frangiati d'argento. D.P.R. del 13 dicembre 1983 |                           |
|                                                                                           | Frazzanò Gonfalone: drappo partito di azzurro e di rosso… |                           |
|                                                                                           | Furci Siculo |                           |
|                                                                                           | Furnari Un levriero d'argento in campo rosso e dentro una fascia con il motto "finché venga". Sotto una imbordata d'oro in campo nero con uno scaglione pure d'oro, ossia due sbarre congiunte in alto con tre rose. Sopra lo scudo è messo un elmo col cimiero, rialzato da otto fiorami simile alla foglia dell'oppio. |                           |
|                                                                                           | Gaggi Corona dorata su sfondo bianco posta sopra uno scudo con raffigurata una fortezza araba e un leone rampante con rami di quercia e alloro posti sotto lo stesso. |                           |
|                                                                                           | Galati Mamertino D.P.R. n. 2768 del 27 ottobre 1978 Gonfalone: drappo di azzurro… |                           |
|                                                                                           | Gallodoro Interzato in palo: nel primo, d'oro, a due bande di verde, alla bordura di azzurro, caricata da sette plinti d'oro, forati, posti due in capo, quattro nei fianchi, due e due, uno in punta, il tutto sotto il capo di argento, caricato da quattro gigli di azzurro, posti uno, due, uno; nel secondo, di verde, ai tre gigli d'oro, due, uno, con la semirotella di nero, posta con il diametro coincidente con il lembo superiore e caricata da tre gigli d'oro, due, uno, il tutto sotto il capo partito: nel I, di verde, al guerriero in profilo, armato di tutto punto, d'argento; nel II, d'oro, all'aquila di nero; nel III, d'oro, alle sei palle poste in orlatura, una, due, due, una, la palla in capo, più grande, di azzurro, le altre, di rosso. Ornamenti esteriori da Comune. D.P.R. del 20 ottobre 1990 Gonfalone: drappo partito di rosso e di azzurro riccamente ornato di ricami d'argento e caricato dello stemma sopra descritto con la iscrizione centrata in argento recante la denominazione del Comune. Le parti di metallo ed i cordoni saranno argentati. L'asta verticale sarà ricoperta di velluto dei colori del drappo, alternati, con bullette argentate poste a spirale. Nella freccia sara rappresentato lo stemma del Comune e sul gambo inciso il nome. Cravatta con nastri tricolorati dai colori i nazionali frangiati d'argento. |                           |
|                                                                                           | Giardini-Naxos A forma di scudo di colore azzurro e bianco sormontato da una corona ed incorniciato da due rami di alloro legati da un fiocco tricolore. All'interno dello scudo è raffigurato un grappolo di uva sovrastato da due foglie, al di sotto di questi figura la scritta "Naxion". |                           |
|                                                                                           | Gioiosa Marea Un'aquila a due teste in posizione verticale sul dorso della quale è iscritto "Universitas Jojusae", sormontata da una corona raffigurante un castello con cinque torri merlate, il tutto di colore oro. |                           |
|                                                                                           | Graniti Interzato in palo: nel primo troncato d'azzurro con cinque gigli d'argento uno, due, due; nel II di verde a due bande d'oro, alla bordatura di argento, caricata di sette torri di rosso, due, due, due, una; nel secondo, interzato in fascia: nel I, partito, a) d'argento, alla torre di rosso, b) di rosso, al leone d'argento; nel II, di azzurro, ai tre gigli d'oro, due, uno; nel III, d'oro, ai sei gigli d'azzurro, due, uno, due, uno; nel terzo, d'argento, a sei palle di rosso, una, due, due, una. Ornamenti esteriori da Comune. Gonfalone: drappo di rosso… |                           |
|                                                                                           | Gualtieri Sicaminò Inquartato dal filetto di rosso in croce: nel primo d'oro, a tre draghi di rosso, di due zampe, bene ordinati, i due draghi superiori affrontati; nel secondo d'azzurro, alle tre fasce ondate, di argento, attraversate dal leone d'oro; nel terzo troncato dal filetto di azzurro, nel 1°, d'oro dal grifone di nero, passante, sostenuto dal filetto; nel 2°, d'oro, a tre sbarre d'azzurro; nel quarto d'oro, alla fascia di azzurro. Ornamenti esteriori da Comune. Gonfalone: drappo di azzurro, riccamente ornato di ricami di argento e caricato dallo stemma sopra descritto con la iscrizione centrata in argento, recante la denominazione del Comune. Le parti di metallo ed i cordoni saranno argentati. La asta verticale sarà ricoperta di velluto azzurro con bullette argentate poste a spirale. Nella freccia sarà rappresentato lo stemma del Comune e sul gambo inciso il nome. Cravatta con nastri tricolorati dai colori nazionali frangiati d'argento. D.P.R. 24 aprile 2000 |                           |
|                                                                                           | Itala D.P.R. 14 luglio 1971 Gonfalone: drappo partito di bianco e di azzurro… |                           |
|                                                                                           | Leni Campo di cielo, all'isola di Salina, di verde, la massa posta centralmente e a sinistra più alta e più lunga, la massa minore posta a destra, essa isola fondata sulla campagna di azzurro, mareggiata di argento, e sormontata dal grappolo d'uva di oro, unito al tralcio di verde, posto in fascia, pampinoso di due, dello stesso, un pampino a destra, l'altro a sinistra; il tutto sotto il capo di rosso, caricato dalle tre stelle di cinque raggi, di argento. Ornamenti esteriori da Comune. D.P.R. del 21 marzo 1997 Gonfalone: drappo di rosso… D.P.R. del 21 marzo 1997 |                           |
|                                                                                           | Letojanni Inquartato: nel 1º di rosso, all'albero di limone al naturale, fruttato d'oro; nel 2º, d'azzurro, all'olivo d'oro, fruttato di verde; nel 3º di verde, al mandorlo d'argento, fruttato d'azzurro; nel 4º d'oro, alla pianta di vite, fruttata di sei di bianco; sul tutto d'oro, alla corona marchionale di rosso, accompagnata in punta dal mare d'azzurro, a quattro pesci d'argento, natanti in fascia. Ornamenti esteriori di Comune. D.P.R. del 10 gennaio 1984 Gonfalone: drappo di bianco… D.P.R. del 10 gennaio 1984 |                           |
|                                                                                           | Librizzi Di porpora, all'aquila di nero, allumata e linguata di rosso, coronata con corona all'antica di quattro punte visibili, di azzurro. Ornamenti esteriori da Comune. Decreto del Presidente della Repubblica del 25 marzo 1993 Gonfalone: Drappo di azzurro… |                           |
|                                                                                           | Limina Troncato dalla fascia diminuita di azzurro: il PRIMO, d'oro, all'aquila di nero, allumata di rosso; il SECONDO, d'oro, ai quattro pali di rosso. Sotto lo scudo, su lista bifida e svolazzante d'oro, il motto, in lettere maiuscole di nero, UNIVERSITAS LIMINAE. Ornamenti esteriori da Comune. Gonfalone: drappo partito di azzurro e di rosso… Decreto del Presidente della Repubblica del 30 marzo 2004 |                           |
|                                                                                           | Lipari Gonfalone: drappo di azzurro… |                           |
|                                                                                           | Longi Inquartato: a) di rosso, a 2 leoni controrampanti ad un albero nodrito, sormontato da tre gigli ordinati in fascia, il tutto d'oro; b) inquartato: nel 1° e nel 4° d'azzurro pieno, nel 2° e nel 3° d'oro, alla croce di rosso, potenziata, accantonata da quattro crocette dello stesso; c) d'azzurro, alla colonna d'argento, con base e capitello d'oro, sormontata da una corona all'antica di 5 punte dello stesso; d) d'argento, a due sbarre troncate: la prima d'azzurro e di nero, la seconda di nero e d'azzurro, questa ultima accostata a 6 gigli di nero (3,3); in cuore uno scudetto troncato: a) d'azzurro, a 3 gigli d'oro, ordinati (2,1); b) d'oro, al leone passante di rosso rivoltato. Ornamenti esteriori da Comune. D.P.R. del 19 novembre 1976 Gonfalone: drappo di bianco… |                           |
|                                                                                           | Malfa Gonfalone: drappo di azzurro… |                           |
|                                                                                           | Malvagna Un leone rampante su uno scudo a sfondo rosso sormontato da una corona e sottostante un ramo di alloro intrecciato con un ramo di quercia. Gonfalone: drappo di bianco… |                           |
|                                                                                           | Mandanici Interzato in palo: il PRIMO troncato: a) d'azzurro, a quattro torri d'argento, 2 e 2; b) partito: nel 1º d'argento, alla bordura di verde, caricata di sei bisanti del campo; nel 2º sbarrato di nero e d'oro di dieci pezzi; il SECONDO interzato in fascia: a) partito: il primo inquartato in decusse: nel 1º e nel 4º palato di rosso e d'oro di quattro pezzi; nel 2º e nel 3º d'argento; il secondo, troncato: nel 1° d'azzurro, nel 2º d'argento, al leone di rosso; b) d'oro, a tre gigli d'azzurro; c) di rosso, a tre gigli d'oro; il TERZO d'oro, a sei tortelli di verde, 1, 2, 2, 1. Ornamenti esteriori da Comune. D.P.R. n. 3609 del 27 ottobre 1983 Gonfalone: drappo di colore azzurro… |                           |
|                                                                                           | Mazzarrà Sant'Andrea In campo blu riportante corona a 4 punte, riquadro su campo celeste con braccio destro e spada in pugno, semicorona formata a sinistra da ramo di alloro e a destra da ramo di quercia, legati al centro da fiocco rosso. |                           |
| Stemma in uso                                                                             | Merì Partito: al PRIMO d'oro a tre pali di nero; al SECONDO d'azzurro, alla fascia ondata d'argento, caricata del nome "LOITANOS" in lettere capitali romane di nero. [Capo del Littorio.] Ornamenti esteriori da Comune. R.D. del 27 gennaio 1938, RR.LL.PP. del 15 aprile 1941 Gonfalone: drappo d'azzurro… |                           |
|                                                                                           | Messina Scudo a testa di cavallo, di rosso alla croce d'oro, circondato da due tralci di vite al naturale fruttati d'oro, timbrato dalla corona di città. D.P.R. 1º maggio 1942 Gonfalone: Drappo che misura ai punti esterni cm 100 in larghezza, con cm 200 in altezza ed è diviso in due campi di uguali misure. Il campo superiore di colore rosso porpora, il campo inferiore di colore giallo Napoli, la bordatura è formata da un gallone in oro goffato della larghezza di cm 8, ai quattro angoli di congiunzione sono sovrapposte quattro formelle con funzioni di borchie del medesimo colore. Bandiera: Di rosso alla croce di giallo… |                           |
|                                                                                           | Milazzo |                           |
|                                                                                           | Militello Rosmarino |                           |
|                                                                                           | Mirto |                           |
|                                                                                           | Mistretta Un'aquila imperiale ad ali aperte, con la testa rivolta a destra, su scudo sorretto da due ramoscelli di quercia e alloro, il tutto sottostante ad una corona merlata. |                           |
|                                                                                           | Mojo Alcantara D.P.R. del 21 dicembre 1988 Gonfalone: drappo di rosso… |                           |
|                                                                                           | Monforte San Giorgio Gonfalone: Drappo di azzurro… |                           |
|                                                                                           | Mongiuffi Melia Interzato in palo: nel primo palato d'argento e di nero di quattro; nel secondo troncato: a) d'azzurro a tre gigli d'oro, due uno; b) d'argento a cinque gigli di rosso in decusse; nel terzo d'argento a tre bande di nero; il tutto al capo partito, a destra di verde al leone d'oro, a sinistra inquartato in decusse, a) e d) palato d'oro e di rosso di sei, b) e e) d'argento. Lo scudo è fiancato; a destra troncato: d'oro a cinque gigli di verde posti in decusso e di rosso alla bordura d'argento caricata di sei plinti del campo; a sinistra: d'argento a sei torte di nero, uno, due, due, uno. Ornamenti esteriori da Comune. D.P.R. n. 2613 del 27 giugno 1983 Gonfalone: drappo di rosso… |                           |
|                                                                                           | Montagnareale Di azzurro, alla montagna di verde, fondata in punta, sostenente l'aquila d'oro, con il volo abbassato, coronata con corona all'antica di tre punte visibili, dello stesso. Ornamenti esteriori da Comune. D.P.R. 13 febbraio 2006 |                           |
|                                                                                           | Montalbano Elicona DPR n. 2768 del 27 ottobre 1978 Gonfalone: drappo di bianco… |                           |
|                                                                                           | Motta Camastra Scudo argentato suddiviso in sei campi di cui uno rosso al centro avente tre gigli dorati. Il primo campo (in alto a sinistra) ha fondo dorato con quattro gigli neri, il campo sottostante ha fondo argentato con sette torri e banda centrale nera, il campo centrale in alto ha fondo argentato ed è contraddistinto da una torre e fasce di colore rosso, verde e oro. L'ultimo campo di centro ha fondo argentato con cinque gigli. Infine l'intero campo di destra è contraddistinto dal fondo argentato con sei circonferenze rosse. Gonfalone: drappo di azzurro… D.P.R. del 6 aprile 1987 |                           |
|                                                                                           | Motta d'Affermo D'argento, all'aquila di nero dal volo spiegato coronata d'oro. Ornamenti esteriori da Comune. Gonfalone: Drappo partito, di bianco e di nero riccamente ornato di ricami d'argento e caricato dello stemma con l'iscrizione centrata in argento: Comune di Motta d'Affermo. Le parti di metallo e di cordoni saranno argentati. L'asta verticale sarà ricoperta di velluto dei colori del drappo, alternati, con bullette argentate poste a spirale. Nella freccia sarà rappresentato lo stemma del Comune e sul gambo inciso il nome. Cravatta e nastri tricolorati dai colori nazionali frangiati d'argento. | Gonfalone come da statuto |
|                                                                                           | Naso |                           |
|                                                                                           | Nizza di Sicilia D.P.R. n. 12002 in data 17 novembre 1992 |                           |
|                                                                                           | Novara di Sicilia D'argento al castagno al naturale, nodrito su campagna di verde. Ornamenti esteriori di Comune. Gonfalone: drappo partito di bianco e di verde… |                           |
|                                                                                           | Oliveri Interzato in palo: nel primo, d'argento, a due bande abbassate, di nero, alla bordatura di rosso, con il capo d'oro, caricato di cinque gigli di azzurro, posti uno, due, due; nel secondo, di porpora, a sei gigli d'oro, posti tre e tre, al capo diminuito e partito di argento e di rosso, caricato nel primo della torre di rosso e nel secondo dal leone d'oro, esso capo unito alla sottostante semirotella, con la convessità all'ingiù, di azzurro, caricata da tre gigli d'oro, posti due, uno; nel terzo, d'oro a sei palle, poste, una, due, due, una, la prima, più grande, di azzurro, le altre di rosso. Ornamenti esteriori da Comune. D.P.R. 4 giugno 1990 Gonfalone: drappo di azzurro… |                           |
|                                                                                           | Pace del Mela Scudo di colore rosso sormontato da una corona ed incorniciato da due rami di alloro legati da un fiocco tricolore. Lo scudo raffigura una collina verde sulla quale spicca una torre bianca sovrastata da una colomba recante un ramoscello d'ulivo. |                           |
|                                                                                           | Pagliara D'oro, calzato di verde, alle tre torri di rosso, mattonate di nero, merlate alla guelfa di tre, finestrate e chiuse di nero, poste due, una, sull'oro, la calza caricata da dieci spighe di grano d'oro, impugnate e legate di rosso, cinque a destra, cinque a sinistra. Ornamenti esteriori da Comune. D.P.R. 18 gennaio 2006 |                           |
|                                                                                           | Patti |                           |
|                                                                                           | Pettineo D'argento con castello di rosso e fiume di azzurro posto in diagonale partendo dall'alto a sinistra, circondato da due rami di quercia e di alloro annodati da nastro di rosso, sormontato da corona civica. |                           |
|                                                                                           | Piraino Gonfalone: drappo di azzurro… |                           |
|                                                                                           | Raccuja Di rosso, al leone d'oro, impugnante con le zampe anteriori la mazza d'argento, manicata di nero, capovolta. Ornamenti esteriori da Comune. D.P.R. del 24 ottobre 1984 Gonfalone: drappo partito di bianco e di nero… |                           |
|                                                                                           | Reitano Scudo celeste sormontato da fascia in oro con colonna poggiata su sassi sormontato da aquila nera con al centro ovale rossa con croce bianca, alla base due fronde simmetriche. Lo scudo è inoltre sormontato da una corona turrita. |                           |
|                                                                                           | Roccafiorita D'argento, al leone di rosso coronato d'oro. Ornamenti esteriori del Comune. |                           |
|                                                                                           | Roccalumera Interzato in palo: il primo troncato: a) d'argento, a cinque gigli d'azzurro, disposti 1, 2, 2; b) d'argento, a due bande di nero, con la bordura d'oro, caricata di sei torri di rosso, poste nei fianchi, tre e tre; il secondo interzato in fascia: a) partito: il primo d'oro, a due torri di rosso, ordinate in palo; il secondo inquartato in decusse: il 1º e il 4º palato d'oro e di rosso; il 2º e il 3º d'argento; b) d'azzurro, a tre gigli d'oro; c) d'argento, a cinque gigli di nero disposti 2, 1, 2; il terzo d'oro, a sei torte d'azzurro (1, 2, 2, 1). Ornamenti esteriori da Comune. Gonfalone: drappo di bianco riccamente ornato di ricami d'argento e caricato dello stemma comunale con l'iscrizione centrata in argento: Comune di Roccalumera. Le parti di metallo ed i cordoni saranno argentati. L'asta verticale sarà ricoperta di velluto bianco con bullette argentate poste a spirale. Nella freccia sarà rappresentato lo stesso del Comune e sul gambo inciso il nome. Cravatta e nastri tricolorati dai colori nazionali frangiati d'argento. |                           |
|                                                                                           | Roccavaldina |                           |
|                                                                                           | Roccella Valdemone D.P.R. del 10 febbraio 1986 |                           |
|                                                                                           | Rodì Milici Tagliato di azzurro e di rosso, alla sbarra ristretta, inchiavata d'argento e d'oro; nel primo riquadro alla ruota dentata d'argento, attraversata in palo da una spiga di grano d'oro; nel secondo riquadro alla croce di Malta d'argento. Ornamenti esteriori da Comune. Gonfalone: drappo partito d'azzurro e di rosso riccamente ornato di ricami d'argento e caricato dello stemma comunale con l'iscrizione centrata in argento: Comune di Rodì Milici. |                           |
|                                                                                           | Rometta Partito di rosso e di verde, con le tre torri al naturale, murate di nero e chiuse di rosso, sormontate in oro dalla bandiera, dalla stella e da una palma di verde posta in sbarra, il tutto su una campagna partita: sbarrata di rosso e d'azzurro di nove pezzi e di verde. |                           |
|                                                                                           | San Filippo del Mela troncato: nel primo di rosso, alla mitra d'argento, con i nastri posti in fascia, nel secondo, argento, all'albero di limone al naturale, fruttato di sei d'oro; al fiume d'azzurro, fluttuoso d'argento, posto in fascia sulla partizione. Ornamenti esteriori da Comune. D.P.R. 14 settembre 1984 |                           |
|                                                                                           | San Fratello Gonfalone: drappo di rosso… |                           |
|                                                                                           | San Marco d'Alunzio Scudo a punte, posto su una base a forma di cornice di colore giallo, nel quale, in campo azzurro, è raffigurato un leone alato che regge tra gli artigli un libro aperto ed una bandiera; lo scudo è sormontato da una corona e nella parte inferiore è ornato da due fronde di alloro e quercia, decussate in punta e legate dal nastro tricolorato dei colori nazionali. Gonfalone: drappo di colore azzurro raffigurante lo stemma comunale, sovrastato da iscrizione centrata in oro recante la denominazione del Comune. |                           |
|                                                                                           | San Pier Niceto Gonfalone: drappo di giallo… |                           |
|                                                                                           | San Piero Patti Inquartato: al primo d'oro, con due leoni di nero affrontati e combattenti; al secondo di rosso, al leone d'argento coronato, rampante contro un monte a tre cime d'oro, movente dall'angolo destro della punta; al terzo d'azzurro, con fascio di spighe al naturale, sostenuto da due leoni d'oro, affrontati e controrampanti; al quarto di rosso, ad otto bisanti d'oro, due e due. Decreto del Consiglio dei ministri del 24 aprile 1951 |                           |
|                                                                                           | San Salvatore di Fitalia D'argento all'aquila coronata di nero, caricata in cuore, dalle sigle d'oro del Nome SS. Di Gesù (IHS). D.M. 3 maggio 1907 Gonfalone: drappo di giallo, riccamente ornato di ricami d'argento e caricato dallo stemma comunale con la iscrizione centrata in argento, recante la denominazione del Comune. Le parti di metallo ed i cordoni saranno argentati. L'asta verticale sarà ricoperta di velluto giallo, con bullette argentate poste a spirale. Nella freccia sarà rappresentato lo stemma del Comune e sul gambo inciso il nome. Cravatta con nastri tricolorati dai colori nazionali frangiati d'argento. D.P.R. del 26 giugno 2008 |                           |
|                                                                                           | San Teodoro D'azzurro, alla fascia d'argento; sul tutto al leone di rosso, sostenuto da tre monti all'italiana di verde, sostenuti in punta. Ornamenti esteriori da Comune. Gonfalone: drappo partito di azzurro e di bianco… |                           |
|                                                                                           | Sant'Agata di Militello D'argento, alla torre di rosso, merlata alla ghibellina, sormontata da un albero di limone avente quattro frutti d'oro e fondata sul mare d'azzurro recante un pesce d'argento munito di alette d'oro. Ornamenti esteriori da Comune. Gonfalone: drappo troncato di azzurro e di bianco… |                           |
| Stemma precedentemente in uso Altro stemma precedentemente in uso (stemma famiglia Mauro) | Sant'Alessio Siculo Semipartito troncato: al primo d'azzurro, alla banda scaccata di rosso e d'argento; al secondo d'oro, all'ancora di nero, con la trabe di rosso; al terzo di rosso, al castello d'oro, merlato alla guelfa di dieci, aperto di nero e torricellato di due, ogni torre finestrata di nero e merlata alla guelfa di tre. D.P.R. del 29 marzo 2012 Gonfalone: drappo di bianco bordato di azzurro… |                           |
|                                                                                           | Sant'Angelo di Brolo Di azzurro, alla effigie dell'Arcangelo Michele, in maestà, il viso, il braccio destro, la mano destra, le gambe al naturale, aureolato d'oro, capelluto di nero, le spalle e il petto coperti dalla corazza d'oro, caricata dalla croce di rosso, con la corta tunica di rosso, con il mantello di verde allacciato sotto il collo e ricadente all'indietro, l'Arcangelo calzato con stivaletti d'oro, munito delle grandi ali di argento, afferrante con la mano destra la spada dello stesso, posta in sbarra alzata, con la punta all'insù, attraversante l'ala destra, l'Arcangelo tenente con la mano sinistra non visibile lo scudo ellittico di argento, esso scudo attraversante il fianco sinistro e l'ala sinistra dell'Arcangelo. Sotto lo scudo, su lista bifida e svolazzante d'oro, il motto, in lettere maiuscole di nero, QUIS UT DEUS. Ornamenti esteriori da Comune. Gonfalone: drappo partito di bianco e di rosso, riccamente ornato di ricami d'argento e caricato dello stemma sopra descritto con la iscrizione centrata in argento, recante la denominazione del Comune. Le parti di metallo e i cordoni saranno argentati. L'asta verticale sarà ricoperta di velluto dei colori del drappo, alternati, con bullette argentate poste a spirale. Nella freccia sarà rappresentato lo stemma del Comune e sul gambo inciso il nome. Cravatta con nastri tricolorati dai colori nazionali frangiati di argento. D.P.R. del 9 settembre 1999 |                           |
|                                                                                           | Santa Domenica Vittoria Inquartato: nel primo, d'argento, al cipresso al naturale, nodrito in punta, sostenuto da due leoni controrampanti, di rosso; nel secondo, inquartato, nel I e nel IV, di rosso, alla torre d'argento, murata di nero, fondata in punta; nel II e nel III, d'oro, all'aquila bicipite di nero; nel terzo, di rosso, alla scudetto d'oro, caricato di tre L, di azzurro, poste due, una, le due prime affrontate, accompagnato da otto scudetti d'argento alla banda di nero, posti in orlatura; nel quarto, di azzurro, al giglio d'argento, accompagnato in capo da due stelle di otto raggi, dello stesso. Ornamenti esteriori da Comune. D.P.R. del 22 ottobre 1987 Gonfalone: drappo di giallo… |                           |
|                                                                                           | Santa Lucia del Mela Fondo azzurro, col monte d'oro movente dall'angolo destro della punta, cimato da una torre del medesimo, e la S. Lucia al naturale movente dalle nubi nel cantone sinistro del capo. Lo scudo accollato all'aquila spiegata di nero, coronata d'oro. Gonfalone: drappo di azzurro… |                           |
|                                                                                           | Santa Marina Salina Gonfalone: drappo di bianco… D.P.R. del 21 novembre 1996 |                           |
|                                                                                           | Santa Teresa di Riva D'argento, alle due torri di rosso, merlate alla ghibellina e fondate sul mare al naturale. Ornamenti esteriori da Comune. Gonfalone: drappo partito di rosso e di bianco… |                           |
|                                                                                           | Santo Stefano di Camastra Interzato in fascia: il primo partito: a) d'oro, al leone d'azzurro coronato del campo, b) inquartato in decusse: in I e IV palato di rosso e d'oro di quattro pezzi, in II e III d'argento; il secondo partito: a) d'argento, a tre gigli di rosso, b) fasciato d'argento e di nero; il terzo d'oro, a sei gigli d'azzurro, 3,3; il tutto fiancheggiato a destra d'oro, alla banda di nero, con la bordura di azzurro, caricata di sei torri d'oro, al capo d'argento, caricato di quattro gigli di nero, 1,2,1; a sinistra d'oro, a sei torte di rosso, 1,2,2,1. Ornamenti esteriori da Comune. |                           |
|                                                                                           | Saponara Interzato in palo. Nel primo troncato: a) d'argento, a due torri di rosso, una sopra l'altra, merlate di tre alla guelfa; b) d'argento, a due bande di nero; alla bordura d'azzurro, caricata di sette gigli d'oro. Nel secondo interzato in fascia: a) partito: a destra d'argento, a due torri di rosso, merlate di tre alla guelfa, ordinate in palo; a sinistra inquadrato in croce di S. Andrea: nel 1° e nel 4° d'argento, a tre pali di nero, nel 2° e nel 3° d'oro pieno; b) d'azzurro, a tre gigli d'oro ordinati; c) d'argento, a cinque gigli di nero. Nel terzo: d'azzurro, a sei palle d'oro, ordinate 1, 2, 2, 1. Segni esterni di Comune. |                           |
|                                                                                           | Savoca Di azzurro, all'aquila di nero, allumata e linguata di rosso, rostrata e armata d'oro, con la testa rivolta, alzata in sbarra e sormontata dalla corona all'antica di cinque punte di nero, alzata in sbarra. Ornamenti esteriori da Comune. Gonfalone: Drappo di giallo, riccamente ornato di ricami d'argento e caricato dallo stemma comunale con la iscrizione centrale in argento, recante la denominazione del Comune |                           |
|                                                                                           | Scaletta Zanclea Partito d'oro e di rosso: il primo ad un castello di rosso fondato su un costone roccioso al naturale; il secondo ad una fontana d'argento cimata da un cavallo marino dello stesso; il tutto sulla campagna d'azzurro ondata d'argento. Ornamenti esteriori da Comune. |                           |
|                                                                                           | Sinagra D'argento, all'aquila di nero in volo spiegato. Ornamenti esteriori da Comune. Gonfalone: drappo partito di bianco e di nero… |                           |
|                                                                                           | Spadafora Troncato semipartito: al PRIMO d'oro, all'aquila di nero; al SECONDO di rosso, al braccio armato d'argento, impugnante una spada dello stesso, posta in sbarra con la punta all'insù; al TERZO di azzurro, agli otto bisanti d'oro, ordinati 2, 2, 2, 2. Ornamenti esteriori da Comune. D.P.R. del 25 marzo 1993 Gonfalone: drappo di bianco… D.P.R. del 25 marzo 1993 |                           |
|                                                                                           | Taormina D'azzurro, alla donna coronata regina tenente con la destra un mondo e con la sinistra lo scettro, dai fianchi in giù con la forma di tauro, il tutto al naturale. Decreto dell'11 maggio 1928 Gonfalone: drappo di colore giallo caricato dell'arma comunale, riccamente ornato di fregi d'oro… |                           |
|                                                                                           | Terme Vigliatore |                           |
|                                                                                           | Torregrotta Inquartato in croce di Sant'Andrea: il PRIMO di azzurro ad un albero d'ulivo sradicato d'oro; il SECONDO d'oro ad un grappolo d'uva nera fogliato al naturale; il TERZO d'oro ad una spiga di grano di verde posta in palo; il QUARTO di rosso ad una pecora d'argento. Ornamenti esteriori da Comune. D.P.R. del 15 marzo 1978 Gonfalone: Drappo troncato di rosso e di azzurro, riccamente ornato di ricami d'argento e caricato dello stemma comunale con la iscrizione centrata in argento: Comune di Torregrotta. Le parti di metallo ed i cordoni saranno argentati. L'asta verticale sarà ricoperta di velluto dei colori del drappo, alternati, con bullette argentate poste a spirale. Nella freccia sarà rappresentato lo stemma del Comune e sul gambo inciso il nome. Cravatta e nastri tricolori dai colori nazionali frangiati d'argento. |                           |
|                                                                                           | Torrenova partito: al PRIMO di azzurro alla torre rossa di due palchi, merlata alla guelfa; al SECONDO d'oro all'albero di arancio al naturale sradicato e munito di nove frutti rossi. Al di sotto dello scudo è presente una lista d'oro, bifida e svolazzante, riportante in lettere capitali nere il motto: Arma Labor. Ornamenti esteriori da Comune. Gonfalone: drappo partito di giallo e di azzurro… |                           |
|                                                                                           | Tortorici Stemma d'oro, ad un'aquila bicipite di nero; in cuore uno scudetto d'argento, caricato da due tortore affrontate ferme sulla chioma di un albero al naturale sradicato. Ornamenti esteriori da Comune. Gonfalone: drappo di bianco, riccamente ornato di ricami d'argento e caricato dallo stemma comunale con la iscrizione centrata in argento: Comune di Tortorici. Le parti di metallo ed i cordoni saranno argentati. L'asta verticale è ricoperta di velluto bianco con bullette argentate poste a spirale. Nella freccia è rappresentato lo stemma del Comune e sul gambo inciso il nome. Cravatta con nastri tricolorati dai colori nazionali frangiati d'argento |                           |
|                                                                                           | Tripi Di argento, al castello di rosso, mattonato di nero, merlato alla ghibellina, le due torri ognuna di tre, il fastigio di cinque, il castello chiuso di nero, finestrato di tre finestrelle tonde, di nero, una sormontante la porta, due nelle torri, il castello fondato sulla collina trapezoidale, di verde, fondata in punta; il tutto con la bordatura di azzurro, caricata da otto bisanti d'oro, quattro negli angoli, due centrali, in capo e in punta, due a mezza altezza a destra e a sinistra. Ornamenti esteriori da Comune. D.P.R. 22 giugno 2005 Gonfalone: drappo di bianco con la bordatura di azzurro…' |                           |
|                                                                                           | Tusa Gonfalone: drappo di azzurro… |                           |
|                                                                                           | Ucria Inquartato: il PRIMO, di rosso, alla torre scalinata di due, di argento, murata di nero, chiusa dello stesso, finestrata di due in fascia, di nero, torricellata di tre, la torricella centrale più larga e più alta, ogni torricella finestrata di uno di nero e merlata di tre alla ghibellina; il SECONDO e il TERZO, di azzurro, alla banda diminuita, scaccata di ventidue pezzi e di due file, d'argento e di rosso; il QUARTO, di rosso, al ramoscello di nocciolo, fogliato di quattro, di verde, fruttato di quattro, d'oro. Sotto lo scudo, su lista bifida e svolazzante di rosso, il motto, in lettere maiuscole di nero, NATURA MIRABILIS. Ornamenti esteriori da Comune. D.P.R. del 18 gennaio 2006 Gonfalone: drappo di bianco con la bordatura di azzurro… |                           |
|                                                                                           | Valdina partito semitroncato: al PRIMO di azzurro al pino d'Italia verde, fondato su una pianura dello stesso e sormontato da tre stelle d'oro di cinque raggi; al SECONDO d'oro ai due gigli rossi ordinati in fascia; al TERZO di rosso allo scettro d'oro posto in palo. Al di sotto dello scudo è presente una lista di rosso, bifida e svolazzante, riportante in lettere capitali nere il motto: Valdina Felix. Ornamenti esteriori da Comune |                           |
|                                                                                           | Venetico Interzato in palo: nel PRIMO, troncato: A) d'oro, a cinque gigli d'azzurro, posti 1,2,2; B) d'oro, alla banda d'azzurro, con la bordatura di rosso, caricata da otto torri d'oro; nel SECONDO, troncato: A) partito: nel primo, troncato di rosso e d'argento, nel secondo, inquartato in decusse, nel primo e nel quarto d'oro, a quattro pali di rosso; nel secondo e nel terzo, d'argento; B) d'azzurro, ai cinque gigli d'oro, posti 2,1,2, accompagnati in capo dallo scudetto di azzurro ai tre gigli d'oro, posti 2,1, con la bordatura di rosso; nel TERZO, d'oro, a cinque palle di rosso, poste in cinta, accompagnate in capo da altra palla, d'azzurro, caricata dai tre gigli d'oro, posti 2,1. Ornamenti esteriori da Comune. D.P.R. del 27 luglio 1987 Gonfalone: drappo d'azzurro… |                           |
|                                                                                           | Villafranca Tirrena Scudo francese nel quale, in campo azzurro, è raffigurato un leone coronato d'oro, rivolto a sinistra, recante tra le zampe un ramoscello di cotone fiorito d'argento. Motto: Potentior. Gonfalone: drappo di azzurro… |                           |